# 권종 충신문
권종 충신문은 대한민국 경기도 포천시 소흘읍 고모리에 있다. 1986년 4월 9일 포천시의 향토유적 제40호로 지정되었다.

## 개요
조선전기 문신 권종의 충절을 기리기 위해 건립된 정려이다.

## 같이 보기
- 권종